# Worn Copy
Worn Copy – drugi album Ariela Pinka, który doczekał się oficjalnej dystrybucji, wydany wcześniej w roku 2003 w limitowanym nakładzie. Jest to ósma część serii Haunted Graffiti. Do wersji CD dołączono teledysk do piosenki „For Kate I Wait”. Album znalazł się na 4 miejscu podsumowania płytowego roku 2005 serwisu muzycznego Porcys. Utwory „Credit” i „One on One” ukazały się wcześniej na albumie Lover Boy.

## Lista utworów
1. „Trepanated Earth” – 10:53
  - Trepan Overature
  - Heaven’s Hotter Than Hell
  - Trepan Reprise
2. „Immune to Emotion” – 2:39
3. „Jules Lost His Jewels” – 3:50
4. „Artifact” – 4:48
5. „Bloody! (Bagonia’s)” – 1:32
6. „Credit” – 3:25
7. „Life in L.A.” – 6:45
8. „The Drummer” – 4:54
9. „Cable Access Follies” – 2:13
10. „Creepshow” – 5:22
11. „One on One” – 3:08
12. „Oblivious Peninsula” – 4:20
13. „Somewhere in Europe/Hotpink!” – 4:29
14. „Thespian City” – 3:08
15. „Crybaby” – 3:25
16. „Foilly Foibles/GOLD” – 8:09
17. „Jagged Carnival Tours” – 3:11